# ویروس سرطانزا
اونکوویروس (به انگلیسی: Oncovirus) ویروسی است که سبب ایجاد سرطان می‌شود.ریشه این واژه برگرفته از ویروس پسگرد در دهه ۵۰ و ۶۰ میلادی است. این ویروس سبب ایجاد تومور سرطانی در شخص بیمار می‌شود. سازمان بهداشت جهانی در سال ۲۰۰۲ اعلام کرد که ۱۷٫۸٪ دلیل سرطان‌ها از این عفونت ناشی می‌شود.